# Phil Ford
Philip Jackson "Phil" Ford, Jr. (Rock Mount (Carolina do Norte), 9 de fevereiro de 1956) é um ex-basquetebolista estadunidense que conquistou a Medalha de ouro disputada nos XXI Jogos Olímpicos de Verão realizados em 1976 na cidade de Montreal, Canadá.